# کوه شف جوزف
کوه شف جوزف (به انگلیسی: Chief Joseph Mountain) یک کوه‌ در ایالات متحده آمریکا است که در اورگن واقع شده‌است. کوه شف جوزف ۲٬۹۳۰٫۹۹ متر بالاتر از سطح دریا واقع شده‌است.